# Mtakuja
Mtakuja è una circoscrizione rurale (rural ward) della Tanzania situata nel distretto di Geita, regione di Geita. Conta una popolazione di 25 227 abitanti (censimento 2012).